# Estadi Velòdrom Auguste Delaune
L'Estadi Velòdrom Auguste Delaune és un estadi de futbol situat a la ciutat de Reims, a la regió de Xampanya-Ardenes, França. Serveix de seu habitual de l'Stade de Reims. La seva direcció és Chaussee Bocquaine, 51100 Reims.

## Història
Va ser inaugurat el 21 d'octubre de 1934 amb el nom d'"Stade Vélodrome Municipal", després l'estadi va portar el nom d'Auguste Delaune, antic secretari de la Fédération Sportive et Gymnique du Travail, arrestat pels alemanys mentre s'incorporava a la resistència i assassinat el 13 de setembre de 1943 torturat per la Gestapo.

## Partits del Mundial de 1938 disputats a l'Stade Vélodrome Municipal
Només es va jugar un partit de la primera ronda entre la selecció d'Hongria i la de les Índies Holandeses Orientals (actual Indonèsia).

## Esdeveniments disputats

### Copa Mundial de Futbol de 1938
- L'estadi va albergar solament un partit de la Copa Mundial de Futbol de 1938.
| Data              | Selecció #1 | Resultat | Selecció #2                 | Ronda        | Espectadors |
| ----------------- | ----------- | -------- | --------------------------- | ------------ | ----------- |
| 5 de juny de 1938 | Hongria     | 6 - 0    | Índies Holandeses Orientals | Primera fase | 9.000       |

### Copa Mundial Femenina de Futbol de 2019
- L'estadi acollirà sis partits de la Copa Mundial Femenina de Futbol de 2019
| Data               | Selecció #1   | Resultat | Selecció #2 | Ronda                | Espectadors |
| ------------------ | ------------- | -------- | ----------- | -------------------- | ----------- |
| 8 de juny de 2019  | Noruega       | 3 - 0    | Nigèria     | Primera fase, Grup A | 11.058      |
| 11 de juny de 2019 | Estats Units  | 13 - 0   | Tailàndia   | Primera fase, Grup F | 18.591      |
| 14 de juny de 2019 | Jamaica       | 0 - 5    | Itàlia      | Primera fase, Grup C | 12.016      |
| 17 de juny de 2019 | Corea del Sud | -        | Noruega     | Primera fase, Grup A |             |
| 20 de juny de 2019 | Països Baixos | -        | Canadà      | Primera fase, Grup E |             |
| 24 de juny de 2019 | 2n Grup B     | -        | 2n Grup F   | Vuitens de final     |             |